# Louis-Marie-Stanislas Fréron
Louis-Marie-Stanislas Fréron, noto come Louis Fréron o Stanislas Fréron (Parigi, 17 agosto 1754 – Les Cayes, 15 luglio 1802), è stato un politico, rivoluzionario, militare  e giornalista francese dell'epoca della rivoluzione.

## Biografia
Era figlio di Élie-Catherine Fréron, noto scrittore e critico letterario cattolico, acerrimo rivale e bersaglio di Voltaire in numerose satire; il padre era anche professore al collegio Louis-le-Grand di Parigi, dove il giovane Fréron studiò e fu compagno di classe e - già allora nemico - di Robespierre. 

### Fréron rivoluzionario

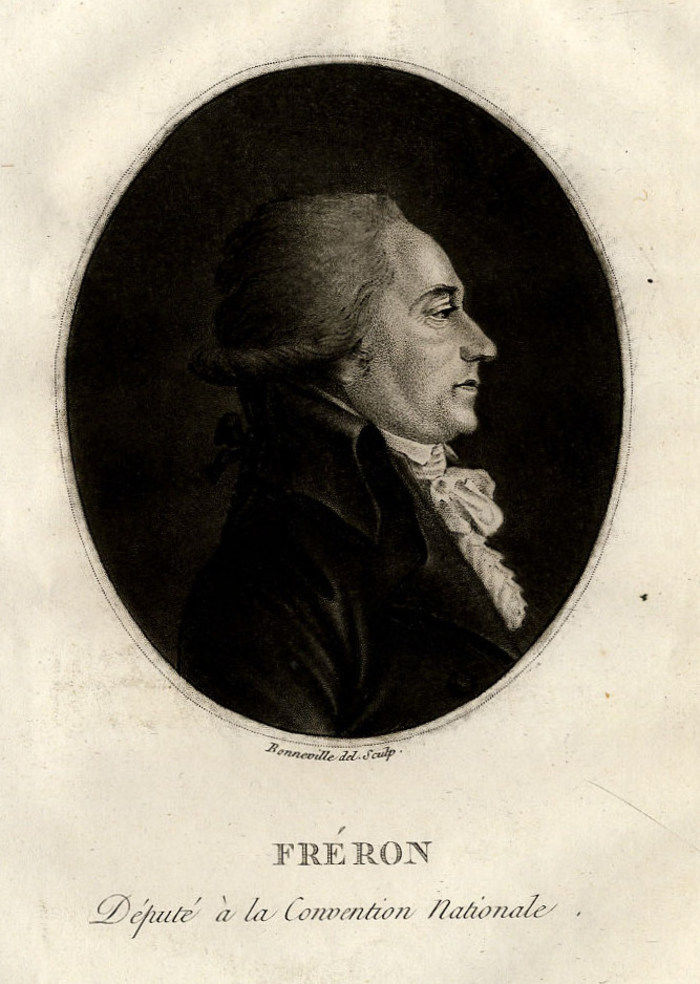
Fréron come deputato

Nel 1790 fondò l'Orateur du peuple e fu membro della municipalità di Parigi dopo il 10 agosto. A differenza del padre si avvicinò alle idee illuministe e divenne sostenitore della repubblica contro la monarchia assoluta; vicino a Camille Desmoulins e al Club dei Cordiglieri (in cui però non entrò), poi fu eletto deputato alla Convenzione del 1792 nel gruppo di Danton, ma la sua posizione fu sempre legata al gruppo centrista della Marais (Palude), ago della bilancia nella Convenzione. Dal 1791 chiese l'abolizione della monarchia costituzionale e l'arresto del re Luigi XVI, posizioni che avrebbe completamente rinnegato tre anni dopo. Firmò le petizioni dei Cordiglieri, i cui fautori furono repressi nel massacro del Campo di Marte.
Questo lo costrinse a nascondersi fino al 1792. Nella giornata del 10 agosto 1792, fu presente alla presa delle Tuileries.
Iscritto al club dei Giacobini, nel gennaio 1793 votò per la condanna del re alla ghigliottina. Dal suo giornale venivano numerosi attacchi contro la famiglia reale (specie il re Luigi XVI e la regina Maria Antonietta, e i moderati), ospitando spesso articoli di Jean-Paul Marat. Fondò anche un altro giornale radicale, la Bouche de Fer dove vengono attaccati la monarchia e i Foglianti.
(Articolo anonimo comparso sull'Oratore del Popolo dopo la fuga a Varennes)
Alla Convenzione nazionale Fréron votò la condanna a morte del re. Rappresentante in missione e commissario presso l'armata d'Italia, nel 1793 organizzò la repressione nel sud della Francia dopo le prime vittorie di Napoleone Bonaparte contro i realisti (strage di Tolone e di Marsiglia), assieme a Paul Barras. Napoleone, non presente perché ferito, parlò poi di alcune centinaia di ribelli catturati che furono fucilati dalle truppe di Barras e Fréron. 
(Stanislas Fréron)
Ben presto però Fréron si allontanò dai montagnardi e dagli hébertisti, per avvicinarsi ai dantonisti "Indulgenti"; tornato a Parigi, rimase in disparte nella Marais, e si salvò dall'eliminazione del gruppo dantoniano ed hebertista da parte dei giacobini robespierristi (primavera del 1794).

### Con i controrivoluzionari
Spaventato dal fatto che il Comitato di Salute Pubblica lo condannasse a morte con gli hebertisti e con Barras per i fatti di Tolone, entrò nella cospirazione anti-robespierrista. Il 9 termidoro anno II (27 luglio 1794) uscì allo scoperto e si schierò contro Robespierre, mutando completamente idee politiche, con un trasformismo tipico del periodo specie nella marais della Convenzione di cui Fréron era parte (si vedano anche i casi di Talleyrand, Tallien, Barras e Fouché). Pronunciò un appassionato discorso sulla libertà di stampa. Robespierre e il suo gruppo di fedelissimi furono ghigliottinati il 10 termidoro.
Fréron assunse quindi posizioni decisamente reazionarie e quasi filo-monarchiche, militando politicamente accanto anche ai suoi vecchi nemici, i realisti. 

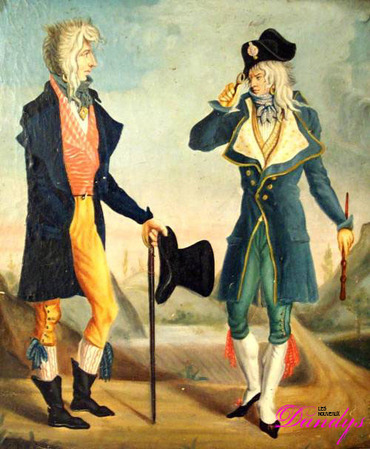
Carle Vernet, Due moscardini

Tuttavia la sua filosofia personale non era davvero "realista" (se non di facciata) né cattolica (pur essendo contrario al culto dell'Essere Supremo in quanto anti-robespierrista, Fréron era sostanzialmente un deista), configurandosi come un populismo di destra mescolato ad atteggiamenti aristocratico-dandistici di tipo individualista. 

Eletto alla Convenzione Nazionale termidoriana, si era già unito a gruppi agitatori composti da alcuni nobili e soprattutto da borghesi anti-repubblicani sopravvissuti, i cosiddetti Muscadins. Essi erano giovani controrivoluzionari di buona famiglia dall'abbigliamento elegante ed eccentrico, simpatizzanti degli chouan e degli émigré, che rimpiangevano Luigi XVI (nonostante Fréron stesso fosse stato un "regicida") e, dopo la morte del delfino Luigi Carlo, sostenevano il ritorno, come re, di Luigi, conte di Provenza. Fréron ne divenne uno dei leader e il principale portavoce sulla stampa; il suo giornale da acceso foglio repubblicano si trasformò in un quotidiano conservatore, mosso più che altro da odio verso i montagnardi e volontà di cancellare il passato giacobino, che molti peraltro non avevano dimenticato. Le bande pseudo-royalistes organizzate da Fréron e Barras, come già al tempo in cui erano giacobini, passarono presto alla violenza fisica e alle vendette. Questi moscardini particolarmente agguerriti a Parigi erano circa tremila, ex-detenuti sospetti, disertori dell'esercito, giornalisti, artisti, chierici, piccoli commercianti della riva destra, soprannominati anche «Colletti neri» a motivo della loro tenuta - portavano un abito col bavero nero in segno di lutto per la morte di Luigi XVI con 17 bottoni di perla in onore di Luigi XVII, basco a coda di merluzzo, pantaloni chiusi sotto il ginocchio, capelli a trecce raccolte e trattenute da un'asticella di piombo, parrucche incipriati e bastoni nodosi - organizzati in gruppi attorno a cantanti e musicisti come Pierre Garat, François Elleviou, Ange Pitou, al drammaturgo Alphonse Martainville e al giornalista Isidore Langlois, guidati da Victor Amédée de La Fage, marchese di Saint-Huruge, un avventuriero e uno dei pochi nobili rimasti non ghigliottinati, ex dantonista. Conducevano la loro agitazione nel quartiere del Palais-Royal (allora chiamato ancora Palais-Égalité), schiamazzavano nelle strade cantando l'inno monarchico Le réveil du peuple, si riunivano nei caffè monarchici, interrompevano gli spettacoli teatrali per fischiare un attore considerato «terrorista», imponevano una recita o un'aria, attaccavano chiunque avesse una reputazione o un'aria da giacobino - ne fece le spese anche il girondino Louvet de Couvray il cui giornale, La Sentinelle, attaccava sia i giacobini che i monarchici - distruggevano immagini dei vecchi rivoluzionari, imposero l'espulsione delle spoglie di Marat, l'8 febbraio 1795, dal Panthéon ad un cimitero comune, scatenarono risse fino ad arrivare agli stupri, e agli omicidi di giacobini. Una leggenda vuole che i Moscardini abbiano in seguito, riesumato ancora e gettato i resti di Marat nelle fogne di Parigi.
Fréron fece inoltre causa comune antigiacobina anche con l'ex Presidente convenzionale François-Antoine de Boissy d'Anglas, protestante ugonotto repubblicano che si era unito ai girondini scampando però alla repressione transitando nella Palude, e ora era membro del Comitato di salute pubblica. 
In questo clima politicamente molto confuso, Fréron contribuì personalmente alla chiusura del Club dei Giacobini, ormai marginale e da cui era stato espulso il 1º settembre (15 fruttidoro anno II) assieme a Tallien; il 13 novembre 1794, infatti, il deputato guidò un gruppo di Moscardini armati dei loro tipici bastoni nodosi nell'attacco contro la sede del club in Rue Saint-Honoré ("Andiamo a sorprendere la bestia feroce nel suo antro", disse). I violenti scontri che ne seguirono diedero alla Convenzione il pretesto per ordinare, l'indomani, la chiusura del club. 
Il 12 germinale anno III, sanculotti e montagnardi si rivoltarono sulla spinta del carovita. Durante la successiva insurrezione del 1º pratile anno III, nuovo tentativo dei montagnardi di recuperare il potere, Fréron fu l'estemporaneo obiettivo di un tentato omicidio ad opera dei sanculotti e di una tricoteuse, che tuttavia sbagliarono bersaglio e si accanirono contro un altro deputato termidoriano, Jean Bertrand Féraud, che si era opposto all'invasione della Convenzione dei popolani e dei giacobini. Lo colpirono a pistolettate e dopo averlo linciato e decapitato presero la testa per sbandierarla davanti a Boissy d'Anglas, nuovamente Presidente, che rispose al cruento gesto semplicemente salutando la testa mozzata. Fréron riuscì a mettersi in salvo a causa dell'equivoco e la rivolta venne infine sconfitta con l'aiuto dei muscadins e delle truppe di Bonaparte, ponendo fine alle ultime speranze giacobine.
Seguì una ripresa del terrore bianco, in cui finirono ghigliottinati diversi montagnardi tra cui il famigerato pubblico ministero del Terrore Antoine Quentin Fouquier-Tinville (7 maggio 1795), che fece ghigliottinare migliaia di parigini (da Maria Antonietta a Jean Sylvain Bailly, peraltro insultati al tempo pesantemente anche da giornale di Fréron, fino a Georges Jacques Danton e alle "stragi" senza difesa e appello del Grande Terrore), il quale seguì la sorte toccata ad un altro nemico acerrimo dei controrivoluzionari, il responsabile delle noyades di Nantes (esecuzioni di massa per annegamento di soldati vandeani e delle loro famiglie) Jean-Baptiste Carrier (1º dicembre 1794). Il magistrato era stato denunciato proprio da Fréron già il 14 termidoro dopo avere visto che il suo nome figurava ancora nella lista del nuovo tribunale, e si era costituito sicuro che la sua spietata azione "terrorista" fosse lecita. 
(Discorso di Fréron alla Convenzione)
I conti di muscadines e termidoriani con i "bevitori di sangue" erano chiusi.
In seguito alla Costituzione dell'anno III che istituì il Direttorio, però, i termidoriani puri repubblicani e i realisti favorevoli al ripristino della monarchia entrarono di nuovo in conflitto. Fréron e i muscadines si schierarono coi secondi.

### Periodo del Direttorio e napoleonico

Napoleone in un ritratto del periodo rivoluzionario

Dopo il tentativo realista del 1795, represso da Barras e Napoleone a Parigi, l'importanza dei Moscardini, filorealisti e in minima parte coinvolti nella battaglia, decrebbe di molto; anche il partito monarchico perse forza e Fréron, uscito nuovamente indenne, si riavvicinò ai suoi vecchi sodali; di nuovo dalla stessa parte di Napoleone (ormai astro nascente della politica francese) e Barras, fu quindi vicino alla politica del Direttorio e poi al gruppo bonapartista.

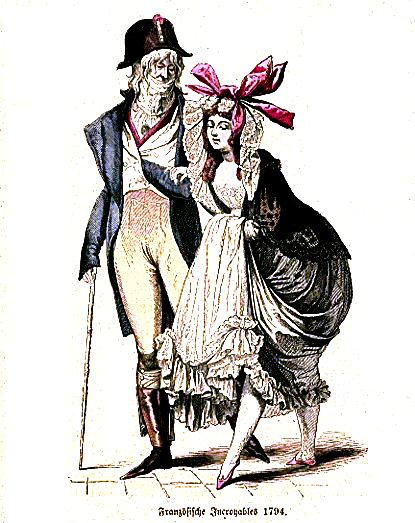
Un "Incredibile" e una "Meravigliosa"

Amante del Petrarca, di cui tradusse in francese alcuni sonetti, aveva fama di libertino e, come l'ex collega militare Barras (divenuto ormai l'uomo politico più importante della Francia dal 10 termidoro anno II), frequentava con altri muscadins, ormai semplici "giovani eleganti" senza velleità politica, i numerosi salotti del periodo del Direttorio come quello di Teresa Tallien (soprannominata Nostra Signora del Termidoro), facendo parte del gruppo alla moda degli Incroyables. 
In buoni rapporti con la famiglia Bonaparte fino dal 1793, fece ottenere a Letizia Ramolino, madre di Napoleone, e ai figli una sovvenzione che il governo accordava ai patrioti corsi venutisi a rifugiare nella Francia continentale. Nel 1796 intrecciò a Marsiglia (dove era stato di nuovo inviato contro le ribellioni monarchiche e giacobine) una relazione con Paolina Bonaparte, e tentò di sposarla, chiedendo a Napoleone stesso e a Luciano Bonaparte di intercedere per lui. La situazione finanziaria non florida, l'accusa di appropriazione indebita nei suoi confronti, la giovane età della ragazza e l'ostilità della madre di lei, Maria Letizia Ramolino, fecero però naufragare le speranze di Fréron e di Paolina, che corrispondeva appassionatamente, come si evince da un nutrito gruppo di lettere di quello stesso anno.
Come politico era ormai screditato ed emarginato, non riuscendo a riciclarsi nei nuovi ranghi. Tentò per la terza volta di fare carriera militare. Negli ultimi anni della sua vita, durante il Consolato di Bonaparte, accompagnò quindi il cognato di Napoleone e primo marito di Paolina, generale Charles Victoire Emmanuel Leclerc, inviato (accompagnato dalla moglie) in una spedizione a Saint-Domingue (odierna Haiti, isola di Hispaniola) onde reprimere la sollevazione di Toussaint Louverture; qui morì a 48 anni nel 1802, a causa della febbre gialla, seguito dallo stesso Leclerc pochi mesi dopo.